# 波多野宏之
波多野 宏之（はたの ひろゆき、1945年 - ）は、日本の博物館学者、司書、学芸員。駿河台大学教授。専門は美術情報学。

## 来歴
東京外国語大学フランス語学科卒業後、東京都立中央図書館などの勤務を経て、1992 - 2003年に国立西洋美術館主任研究官を務める。この間の1984 -1985年にフランス政府からの給費留学でポンピドゥー・センター公共情報図書館などで学ぶ。2004年から駿河台大学文化情報学部教授となり、同学部長を経て、2008年に副学長に就任した。後に学部改編により駿河台大学メディア情報学部教授となる。
専門はアート・ドキュメンテーションや文化環境の日仏比較であり、美術情報学の分野では日本の重鎮の一人である。研究活動ではアート・ドキュメンテーション学会初代会長、日仏図書館情報学会会長、日本図書館情報学会理事などを歴任した。

## 受賞
- 2003年：第5回 図書館サポートフォーラム賞

## 著書
- 『画像ドキュメンテーションの世界』（単著,勁草書房,1993年）
- 『図書館資料利用論〈1〉』（単著,放送大学教育振興会,1998年）
- 『デジタル技術とミュージアム』（編著,国立西洋美術館,2001年）
- 『フランスの美術館・博物館』（共訳,ジャック・サロワ著,波多野宏之/永尾信之訳,白水社,2003年）